# Guangping
Guangping (chinesisch 廣平縣 / 广平县, Pinyin Guǎngpíng Xiàn) ist ein chinesischer Kreis der bezirksfreien Stadt Handan im Süden der Provinz Hebei. Der Kreis liegt im Osten von Handan. Er hat eine Fläche von 321 km² und zählt 268.993 Einwohner (Stand: Zensus 2010). Sein Hauptort ist die Großgemeinde Guangping (广平镇).

## Administrative Gliederung
Auf Gemeindeebene setzt sich der Kreis aus zwei Großgemeinden und fünf Gemeinden zusammen. 